# Afroasiatische Sprachen

Das Gebiet der afroasiatischen Sprachen ist auf der Karte in Gelb eingefärbt

Die afroasiatischen Sprachen (traditionell als semito-hamitisch oder hamito-semitisch bezeichnet) bilden eine Sprachfamilie, die in Nord- und Ostafrika sowie in Vorderasien verbreitet ist. Das Afroasiatische besteht aus sechs Zweigen: dem Ägyptischen, Berberischen, Semitischen, Kuschitischen, Omotischen und dem Tschadischen. Sie umfassen insgesamt etwa 350 Sprachen mit etwa 350 Millionen Sprechern. Etwa 40 der ursprünglich bekannten Sprachen sind heute ausgestorben.
Das Afroasiatische ist auch eine der vier großen Familien (Phyla) afrikanischer Sprachen, deren Identifizierung Joseph Greenberg in seinen Arbeiten von 1949 bis 1963 etabliert hatte und die heute die Basis aller linguistischen Klassifikationen in Afrika bildet.
Das Gebiet der (rezenten) Sprachfamilie der afroasiatischen Sprachen grenzt im Süden an die Sprachfamilien der Niger-Kongo- und nilosaharanischen Sprachen und im Nordosten an den Sprachraum der indoeuropäischen Sprachen und der Turksprachen.

## Bezeichnung
Joseph Greenberg führte die Bezeichnung „Afroasiatisch“ (auch „Afro-Asiatisch“) für die Sprachfamilie ein. Sie hat die ältere Benennung „Hamito-Semitisch“ vielfach abgelöst. Diese scheint insofern irreführend, als sie eine Zweiteilung in „semitische“ und „hamitische“ Sprachen suggeriert und im Zusammenhang mit der Hamitentheorie als rassistisch konnotiert empfunden werden kann. Als weitere Benennungen wurden Afrasisch (Igor M. Diakonoff), Lisramisch (Carleton T. Hodge) und Erythräisch (Leo Reinisch) vorgeschlagen; diese Termini haben jedoch, mit Ausnahme von Afrasisch, kaum Anhänger gefunden (Erythräisch ist in diesem Zusammenhang nicht mit der Bezeichnung einer von Christopher Ehret vorgeschlagenen hypothetischen Untergruppe des Afroasiatischen zu verwechseln).
Die ältere, früher weit verbreitete Bezeichnung als hamito-semitisch geht auf die Völkertafel der Bibel zurück, die die Söhne Hams und Sems im hier gemeinten Sprachgebiet verortet. Die Begriffe sind nicht ethnisch gemeint und gruppieren die Sprachen in zwei differierende Zonen: Tatsächlich sind einerseits Koptisch und Berberisch in Nordafrika einander ähnlicher als beispielsweise Koptisch und die semitischen Sprachen Hebräisch, Arabisch, Aramäisch; andererseits weisen die semitischen Sprachen untereinander ein engeres Verwandtschaftsverhältnis auf, das sie von den nordafrikanischen Sprachen abhebt. Auch wenn Hamitisch als Bezeichnung für die offenbar auf afrikanischem Boden entstandenen „afroasiatischen“ Sprachen heute außer Gebrauch kommt, bleibt die Bezeichnung Semitisch weiterhin üblich.

## Primärzweige, Gliederung und geografische Ausbreitung

Karte der afroasiatischen Sprachen

Man unterscheidet heute in der Regel folgende fünf oder sechs Primärzweige des Afroasiatischen, wobei besonders die Zugehörigkeit des Omotischen umstritten ist:
- Afroasiatisch > ungefähr 354 Sprachen, davon 43 ausgestorben, 347 Mio. Sprecher: Nordafrika, Vorderasien
  - Ägyptisch-Koptisch † > 1 Sprache, ausgestorben: Ägypten
  - Berberisch > ungefähr 24 Sprachen, davon 5 ausgestorben, 40 Mio. Sprecher: Nordwestafrika
  - Semitisch > ungefähr 62 Sprachen, davon 28 ausgestorben, 261 Mio. Sprecher: Nordafrika, Vorderasien, Malta, Äthiopien
  - Kuschitisch > ungefähr 47 Sprachen, davon 2 ausgestorben, 38 Mio. Sprecher: Nordostafrika
  - Tschadisch > ungefähr 193 Sprachen, davon 7 ausgestorben, 31 Mio. Sprecher: Südwest-Tschad, Süd-Niger, Nord-Nigeria
  - Omotisch > ungefähr 27 Sprachen, 4 Mio. Sprecher: Äthiopien, Sudan

Die genaue Zahl der Sprachen ist kaum abschließend zu bestimmen, weil oft unklar ist, was Dialekt einer bestimmten Sprache ist und was eigenständige Sprache.
Die folgenden Beispiele illustrieren die Beziehungen der afroasiatischen Sprachen untereinander sowohl im lexikalischen wie im morphologischen Bereich, wobei besonders bestimmte Verbflexionen („Präformativkonjugation“) einander sehr ähnlich sind (siehe hier die letzten drei Beispiele unten), so sehr, dass es kaum eine andere Erklärung für die Übereinstimmungen zwischen dem Semitischen, Berberischen und Kuschitischen gibt als eine gemeinsame Ursprache. Die Verwandtschaft dieser drei mit dem Ägyptischen und dem Tschadischen ist weniger offensichtlich und wurde auch schon angezweifelt, eine Verwandtschaft mit dem Omotischen ist stark umstritten.
| (Grund-)Bedeutung | Berberisch     | Semitisch                 | Ägyptisch | Kuschitisch     | Tschadisch     | Omotisch               |
| ----------------- | -------------- | ------------------------- | --------- | --------------- | -------------- | ---------------------- |
| „Zunge“           | Kabylisch iləs | Arabisch lisān (لسان)     | *lés      |                 | Bole lisìm     | Dime lits'- („lecken“) |
| „Wasser“          | Kabylisch aman | Arabisch māʾ (ماء)        | *máw      | Dahalo maʔa     | Bole àmma      | Mocha amiyo („regnen“) |
| „er“              | Kabylisch -s   | Akkadisch -šu             | sw        | Somali isa-     | Hausa shi      | Dizi iz-n              |
| „zwei“            | Kabylisch sin  | Arabisch ʾiṯn-āni (اثنان) | *sinéwwVj |                 |                |                        |
| „du (m.) stirbst“ | Tuareg tə-mmut | Arabisch ta-mūtu (تَمُوتُ)   |           | Rendille ta-mut | Hausa ka mutù* |                        |
| „er stirbt“       | Tuareg yə-mmut | Arabisch ya-mūtu (يَمُوتُ)   |           | Rendille ya-mut | Hausa ya mutù* |                        |
| „wir sterben“     | Tuareg nə-mmut | Arabisch na-mūtu (نَمُوتُ)   |           | Rendille na-mut |                |                        |

* vorangestellt: rekonstruiert, nachgestellt: Vergangenheitsform
Die in Äthiopien gesprochene Sprache Ongota (Birale) gehört möglicherweise auch zur afroasiatischen Familie und etabliert nach H. Fleming einen unabhängigen weiteren Zweig. Einige Wissenschaftler halten das Kuschitische nicht für eine genetische Einheit, sondern nehmen an, dass es aus zwei oder mehr direkt dem Afroasiatischen untergeordneten Primärzweigen besteht.
Die früher vorgenommene Teilung in semitische und hamitische Sprachen wird heute nicht mehr vertreten (dazu siehe den Artikel afrikanische Sprachen). Es existieren mehrere Vorstellungen darüber, in welcher Reihenfolge und wann sich die einzelnen Primärzweige vom Proto-Afroasiatischen abspalteten. Ein linguistisch begründetes Szenario liefert Ehret 1995. Danach hat sich zuerst – vor mindestens 10.000 Jahren – der omotische Zweig vom Kern getrennt (dies wird heute nahezu von allen Forschern so gesehen, während die weiteren Stufen durchaus umstritten sind). Als nächste Zweige spalteten sich das Kuschitische und Tschadische ab, die Trennung des Restes (von Ehret Boreafrasisch genannt) in Ägyptisch, Berberisch und Semitisch erfolgte zuletzt. Es ist nach heutigem Kenntnisstand nicht möglich, eine auch nur annähernde absolute Chronologie dieser Abspaltungen anzugeben. Nach dem Modell von Ehret ergibt sich folgender „dynamischer“ Stammbaum des Afroasiatischen:
Stammbaum und interne Gliederung des Afroasiatischen (nach Ehret 1995)
- Afroasiatisch
  - Omotisch
  - Erythräisch
    - Kuschitisch
    - Nord-Erythräisch
      - Tschadisch
      - Boreafrasisch
        - Ägyptisch
        - Berberisch
        - Semitisch

Der von Ehret hier eingeführte Name Erythräisch (für Afroasiatisch ohne Omotisch) wurde von anderen Forschern für die gesamte afroasiatische Sprachfamilie verwendet, er konnte sich aber nicht gegen Afroasiatisch durchsetzen.

### Ägyptisch
Das Ägyptische stellt eine Ausnahme unter den afroasiatischen Primärzweigen dar, da es aus nur einer einzigen Sprache besteht, die eine lückenlose Überlieferung über fast fünf Jahrtausende aufweist. Seine letzte Stufe, das Koptische, starb in der frühen Neuzeit als Alltagssprache aus, wobei es aus religiösen Anlässen der christlichen Kopten noch heute als Liturgiesprache verwendet wird. Das Ausbreitungsgebiet des Ägyptischen umfasste in historischer Zeit kaum mehr als das nördliche Drittel des Niltales, im 3. Jahrtausend v. Chr. wurde jedoch möglicherweise auch in der ägyptischen Westwüste ein dem Ägyptischen nahe verwandtes Idiom gesprochen, von dem sich einzelne Personennamen in ägyptischer Überlieferung finden. Durch seine lange Überlieferungsdauer ist das Ägyptische von besonderem sprachwissenschaftlichem Interesse, jedoch fehlen ihm trotz der frühen Überlieferung einige grundlegende morphologische und möglicherweise auch phonologische Eigenschaften des Afroasiatischen.

### Berberisch

Stopp-Zeichen in arabischer Schrift qif (oben) und Berberschrift bedd (unten) in Marokko

Die Berbersprachen wurden vor der Expansion des Islam und der damit verbundenen Ausbreitung des Arabischen beinahe in der gesamten Sahara gesprochen. Das heutige Hauptverbreitungsgebiet liegt in den Staaten Niger, Mali, Algerien, Marokko, Tunesien und im westlichen Libyen; kleine Sprachinseln haben sich auch im Nordosten der Sahara in Oasen wie Augila (Libyen) und Siwa (Ägypten) sowie im westlichen Mauretanien gehalten. Im Gegensatz zu den anderen Zweigen des Afroasiatischen (außer dem Ägyptischen) sind die Berbersprachen untereinander nahe verwandt und gehören fast vollständig zu zwei Dialektkontinua. Die bekanntesten Berbersprachen sind Kabylisch, Zentralatlas-Tamazight, Taschelhit, Tarifit sowie das Tuareg. Meistens wird auch die kaum bekannte libysche Sprache in aus den letzten vorchristlichen Jahrhunderten stammenden Inschriften in Algerien, Tunesien und Marokko zum Berberischen gerechnet. Ebenso dürfte auch das bis ins 17. Jahrhundert auf den kanarischen Inseln gesprochene Guanche eine Berbersprache gewesen sein.

### Semitisch
Das Semitische ist heute mit etwa 260 Millionen Sprechern die sprecherreichste afroasiatische Sprachfamilie und wird in Vorderasien, am Horn von Afrika und weiten Teilen Nordafrikas sowie auf Malta gesprochen, wobei der größte Anteil der Sprecher auf das Arabische entfällt. Einer Überlegung nach wird angenommen, dass die Urheimat der semitischen Sprachen auf der Arabischen Halbinsel lag und sich die Sprachfamilie erst durch die südarabischen Expansionen nach Äthiopien und später durch die arabischen Expansionen über Ägypten und Nordafrika und zeitweise bis nach Spanien ausbreitete. Andere verorten die Urheimat für die semitische Protosprache im nordöstlichen Afrika. Das Semitische wird allgemein in zwei Zweige aufgeteilt, wobei einen das ausgestorbene Akkadische bildet, das für die Rekonstruktion des Proto-Semitischen und damit auch der afroasiatischen Protosprache von besonderem Interesse ist. Auf den anderen, westlichen, Zweig entfallen die zentralsemitischen Sprachen wie Aramäisch, Hebräisch, Arabisch und Altsüdarabisch, die äthiosemitischen Sprachen wie Altäthiopisch und die neusüdarabischen Sprachen.

### Kuschitisch
Die kuschitischen Sprachen werden in Ostafrika in den heutigen Staaten Sudan, Eritrea, Äthiopien, Somalia, Kenia, Uganda und dem nördlichen Tansania gesprochen. Die Einheit der kuschitischen Sprachen ist nicht unumstritten, da die einzelnen Zweige sich wesentlich unterscheiden; insbesondere die Zugehörigkeit des Bedscha wird diskutiert. Im Allgemeinen werden die folgenden Zweige unterschieden:
- Nordkuschitisch: umfasst nur das Bedscha (ca. 1,2 Millionen)
- Zentralkuschitisch/Agaw: Bilen, Quara u. a. (zusammen ca. 585.000)
- Ostkuschitisch (ca. 35,4 Millionen)
  - Hochlandostkuschitisch: Sidama, Kambaata u. a. (zusammen ca. 4,5 Millionen)
  - Tieflandostkuschitisch
    - Saho-Afar (ca. 1,8 Millionen)
    - Oromoid: Oromo, Konso (zusammen ca. 35 Millionen)
    - Omo-Tana: Rendille, Somali, Arbore u. a. (zusammen ca. 11,2 Millionen)

  - Dullay (zusammen ca. 52.000)
- Südkuschitisch: Iraqw, Dahalo u. a. (zusammen ca. 483.000)

### Omotisch
Die omotischen Sprachen werden von etwa 4 Millionen Sprechern nordöstlich des Turkanasees im südlichen Äthiopien gesprochen. Sie wurden zunächst für einen Zweig des Kuschitischen gehalten, inzwischen ist die von Harold Fleming begründete Abgliederung weitestgehend anerkannt. Die omotischen Sprachen sind schlechter erforscht als die Vertreter der anderen Zweige, dennoch kann bereits jetzt gesagt werden, dass sie in ihrer Struktur stark von den anderen afroasiatischen Primärzweigen abweichen. Die folgende Gliederung ist, von Einzelheiten abgesehen, allgemein anerkannt:
- Südomotisch: Dime, Aari u. a. (zusammen ca. 212.000)
- Nordomotisch (ca. 3,7 Millionen)
  - Dizoid: Dizi u. a. (zusammen ca. 53.000)
  - Gonga-Gimojan/Ta-Ne
    - Gonga: Kaffa, Mocha u. a. (zusammen ca. 85.000)
    - Gimojan
      - Yem (ca. 80.000)
      - Gimira: Bench u. a. (zusammen ca. 185.000)
      - Chara (ca. 7.000)
      - Ometo: Wolaytta u. a. (ca. 2,7 Millionen)

  - Mao (ca. 11.000)

### Tschadisch
Die tschadischen Sprachen werden rund um den namensgebenden Tschadsee, hauptsächlich im Tschad, Niger und in Nigeria, gesprochen. Die bei weitem bekannteste und bedeutendste tschadische Sprache ist das Hausa, das in einem großen Gebiet um den Tschadsee als Lingua franca dient. Das Tschadische wird in vier Zweige aufgeteilt:
- Westtschadisch: Hausa, Bole, Bade u. a. (zusammen ca. 27 Millionen)
- Biu-Mandara: Kamwe, Buduma u. a. (zusammen ca. 2,9 Millionen)
- Osttschadisch: Kera, Nancere u. a. (zusammen ca. 500.000)
- Masa: Masana, Musey u. a. (zusammen ca. 650.000)

## Forschungs- und Klassifikationsgeschichte
Die Verwandtschaft der semitischen Sprachen untereinander war Juden und Muslimen im Orient und Spanien schon lange bekannt, im christlichen Europa erkannte dies erstmals Guillaume Postel im Jahre 1538. Durch die wissenschaftliche Erforschung afrikanischer Sprachen in Europa, die in der ersten Hälfte des 17. Jahrhunderts einsetzte, wurde bald die Verwandtschaft weiterer Sprachen mit dem Semitischen erkannt. So rechnete Hiob Ludolf 1700 die äthiopischen Sprachen Altäthiopisch und Amharisch erstmals zum Semitischen, bald darauf fielen auch Ähnlichkeiten mit dem Koptischen und – nach der Entzifferung der Hieroglyphen – dem antiken Ägyptisch auf. 1781 führte August Ludwig von Schlözer den Begriff semitische Sprachen ein, in Anlehnung daran prägte Johann Ludwig Krapf 1850 die Bezeichnung hamitische Sprachen zunächst für die nicht-semitischen schwarzafrikanischen Sprachen. 
1877 fügte Friedrich Müller dieser Gruppe die afroasiatischen Berber- und Kuschitensprachen zu, während das ebenfalls afroasiatische Tschadisch unberücksichtigt blieb. Gleichzeitig fasste er bestimmte hamitische Sprachen und die semitischen Sprachen zum Hamito-Semitischen zusammen. Eine Neudefinition erfuhr der Begriff der hamitischen Sprachen durch Karl Richard Lepsius, der nun die flektierenden Sprachen Afrikas mit Genussystem unter dieser Bezeichnung zusammenfasste. Damit hatte Lepsius schon die wesentliche Masse der nichtsemitischen afroasiatischen Sprachen erfasst, jedoch erweiterte er diese Gruppe 1888 um einige nichtafroasiatische Sprachen, ebenso benutzte auch Carl Meinhof in seinem 1912 erschienenen Werk Die Sprachen der Hamiten hamitisch in einem sehr weiten Rahmen. 
In der Folgezeit wurde der hamito-semitische Sprachstamm um einige Sprachen reduziert und entsprach in den Grundzügen der heutigen Klassifikation. Strittig blieb jedoch die Zugehörigkeit der tschadischen Sprachen, die erst in den 1950er Jahren von Joseph Greenberg endgültig etabliert wurde. Gleichzeitig prägte er den Begriff afroasiatisch als Ersatz für den eine ungerechtfertigte Aufteilung in hamitische und semitische Sprachen implizierenden Begriff hamito-semitisch, welcher auf die Hamitentheorie Bezug nahm. Die heutige Form erhielt die Klassifikation des Afroasiatischen 1969 durch Harold Flemings Ausgliederung einiger äthiopischer Sprachen aus der kuschitischen Familie, die von da an als Omotisch einen eigenen Primärzweig des Afroasiatischen bildeten.

## Protosprache und Urheimat
Die Rekonstruktion der afroasiatischen Protosprache gestaltet sich aufgrund der kurzen Überlieferungsgeschichte der meisten Zweige und der teilweise gravierenden Unterschiede zwischen den einzelnen Hauptzweigen sowohl im Bereich der Grammatik als auch im lexikalischen Bereich wesentlich schwieriger als z. B. die Rekonstruktion des Proto-Indogermanischen. Diese gravierenden Unterschiede lassen sich auf die verhältnismäßig große Zeittiefe des Proto-Afroasiatischen zurückführen, nach glottochronologischen Untersuchungen soll das Proto-Afroasiatische um 10.000–9.000 v. Chr. gesprochen worden sein.
Die Lage der Urheimat ist umstritten, da jedoch die Mehrzahl der afroasiatischen Sprachen in Nordafrika beheimatet ist, liegt eine Herkunft aus Nordafrika nahe. Besonders die nordöstliche Sahara oder das heutige nördliche Libyen werden favorisiert. Aufgrund lexikalischer Übereinstimmungen des Afroasiatischen mit dem Indogermanischen, den kaukasischen Sprachen und dem Sumerischen sowie der kulturellen Stellung des rekonstruierten proto-afroasiatischen Vokabulars vertreten einige Wissenschaftler wie z. B. Alexander Militarev dagegen eine Urheimat in der Levante.

## Verschriftlichung und früheste Belege
Die früheste durch Schriftquellen belegte afroasiatische Sprache ist das Alt- bzw. – genauer – Frühägyptische, dessen älteste Zeugnisse bis zum Ende des vierten vorchristlichen Jahrtausends zurückreichen. Einige Jahrhunderte später setzt die Überlieferung des Semitischen, zunächst des Akkadischen und im zweiten Jahrtausend v. Chr. westsemitischer Idiome ein. Die aus den Jahrhunderten vor Christi Geburt stammenden libyschen Inschriften aus Nordafrika werden zwar allgemein zum Berberischen gerechnet, sind aber bislang unverständlich; die frühesten Belege für das Kuschitische, Tschadische und Omotische finden sich sogar erst im Mittelalter bzw. der Neuzeit. Nur ein kleiner Teil der zahllosen tschadischen, kuschitischen und omotischen Sprachen ist heute zu Schriftsprachen geworden, unter diesen befinden sich Sprachen wie das Somali, das Hausa und das Oromo.
Die Transkription von Worten aus afroasiatischen Sprachen folgt in diesem Artikel im Wesentlichen den in der entsprechenden Fachliteratur üblichen Konventionen. Aufgrund der Unterschiede zwischen Konventionen in Semitistik, Ägyptologie und Afrikanistik ist die Umschrift daher nicht für alle Sprachen einheitlich.

## Phonologie

### Konsonanten
Das Konsonantensystem des Proto-Afroasiatischen wird übereinstimmend mit etwa 33/34 Phonemen und teilweise auch velarisierten, palatalisierten und sonstigen Varianten rekonstruiert. Die Lautkorrespondenzen der Hauptzweige untereinander sind jedoch in zahlreichen Fällen unsicher, besonders gravierend sind die Meinungsverschiedenheiten hinsichtlich des Ägyptischen, die sich stark auf die innerägyptologische Diskussion auswirken. Beispielsweise ist umstritten, ob das Ägyptische emphatische Konsonanten aufwies und ob das ägyptische Phonem ʿ, das spätestens seit dem 2. Jahrtausend v. Chr. den Lautwert [⁠ʕ⁠] besaß, auf proto-afroasiatisches ʕ oder eine Reihe stimmhafter Plosive und Frikative zurückgeht. Dennoch sind einige allgemeine Aussagen möglich. Die meisten bzw. alle afroasiatischen Hauptzweige haben neben stimmhaften und stimmlosen konsonantischen Phonemen auch eine dritte Reihe, deren Mitglieder in Abhängigkeit von der Sprache glottalisiert, pharyngalisiert, ejektiv, velarisiert oder implosiv realisiert werden und traditionell als emphatisch bezeichnet werden. Oft bilden stimmhafte, stimmlose und emphatische Konsonanten triadische Gruppen. In mehreren Hauptzweigen sind pharyngale Frikative ([⁠ħ⁠], [⁠ʕ⁠]) vorhanden.
Als klassisches Beispiel für ein typisch afroasiatisches Konsonantensystem kann dasjenige des Altsüdarabischen gelten. Es weist das konservativste System innerhalb des Semitischen auf und kommt darüber hinaus den für das Proto-Afroasiatische rekonstruierten Inventaren nahe:
|                    |               | Bilabial | Dental      | Dental     | Alveolar | Postalveolar | Palatal | Velar | Uvular | Pharyngal | Glottal |
| nicht emph.        | emphatisch    | Bilabial | nicht emph. | emphatisch |          | Postalveolar | Palatal | Velar | Uvular | Pharyngal |         |
| ------------------ | ------------- | -------- | ----------- | ---------- | -------- | ------------ | ------- | ----- | ------ | --------- | ------- |
| Plosive            | stl.          |          |             |            | t        | tˀ           |         | k     | q      |           | ʔ       |
| Plosive            | sth.          | b        |             |            | d        |              |         | g     |        |           |         |
| Frikative          | stl.          | f        | θ           |            | s        | sˀ / ʃ       |         | x     |        | ħ         | h       |
| Frikative          | sth.          |          | ð           | ðˀ         | z        |              |         | ɣ     |        | ʕ         |         |
| Nasale             | Nasale        | m        |             |            | n        |              |         |       |        |           |         |
| Laterale           | Laterale      |          |             |            | l        |              |         |       |        |           |         |
| Vibranten          | Vibranten     |          |             |            | r        |              |         |       |        |           |         |
| Approximanten      | Approximanten | w        |             |            |          |              |         | j     |        |           |         |
| laterale Frikative | stl.          |          |             |            | ɬ        | ɬˀ           |         |       |        |           |         |

Im Semitischen, Berberischen und Ägyptischen ist das Vorkommen von Konsonanten in Wurzeln beschränkt. Insbesondere dürfen meist unterschiedliche Konsonanten mit dem gleichen Artikulationsort nicht in einer Wurzel vorkommen.

### Vokale
Protosemitisch, Altägyptisch und möglicherweise das Protoberberische wiesen die drei Vokalphoneme a, i und u auf, die Beziehungen dieser Vokale zu denen anderer Sprachen, die durchgehend mehr Vokale aufweisen, sind kaum gesichert. Nach Ehret 1995 besaß die Protosprache die Vokale a, e, i, o, u, die lang und kurz auftreten konnten; die Rekonstruktion von Orel und Stolbova 1995 weicht ab. Zwar sind einige afroasiatische Sprachen Tonsprachen, doch ist unklar, ob das Proto-Afroasiatische deshalb ebenfalls eine Tonsprache war, wie Ehret 1995 annimmt.

## Morphologie
Für das Semitische, Berberische und Ägyptische ist eine extensive Nutzung einer Wurzelmorphologie typisch, in der die lexikalische Information fast ausschließlich durch eine rein konsonantische Wurzel übermittelt wird, der die grammatische Information vor allem in Form von Vokalen beigefügt wird. Im Tschadischen und Kuschitischen findet sich nur ein begrenzt eingesetzter Ablaut; die Morphologie des Omotischen basiert dagegen fast ausschließlich auf Suffigierung und ist teilweise agglutinierend. In der wissenschaftlichen Diskussion geht man davon aus, dass das Proto-Afroasiatische zwar, beispielsweise zur Pluralbildung und zur Bildung von Aspektstämmen (siehe unten), ablautende Formen besaß, es lassen sich aber nur sehr wenige der vielen in den Sprachen vorhandenen Vokalisierungsmuster für das Proto-Afroasiatische rekonstruieren.

### Nominalmorphologie
Für das Proto-Afroasiatische lässt sich ein zweiteiliges Genussystem mit den Genera Maskulinum und Femininum rekonstruieren, die sich nicht vollständig mit dem natürlichen Geschlecht (Sexus) decken. Zu den sichersten Gemeinsamkeiten in der Nominal- und auch Pronominalmorphologie gehört ein feminines Bildungselement t, das in vielen Sprachen an feminine Substantive suffigiert wird:
- Ägyptisch: Mittelägyptisch *sā́n.˘t „Schwester“
- Berberisch: Kabylisch t-aqšiš-t „Mädchen“
- Kuschitisch: Bedscha hamíʃ-t „Kuh“
- Semitisch: akkadisch šarr-at-um „Königin“
- Tschadisch: Miya tá-ká „jene“[10]

Während das Maskulinum in der Nominalmorphologie des Berberischen, Ägyptischen und Semitischen unmarkiert ist, wenden viele Sprachen in anderen Primärzweigen hierzu analog zum Femininum Morpheme wie k und n an.
Kuschitisch, Berberisch und Semitisch haben außerdem ein Kasussystem gemeinsam, von dem sich mögliche Spuren auch im Ägyptischen und Omotischen finden, wobei die Interpretation oder überhaupt Existenz des ägyptischen Befundes umstritten ist.
| Funktion  | Suffix | Einzelsprachliche Reflexe | Einzelsprachliche Reflexe | Einzelsprachliche Reflexe | Einzelsprachliche Reflexe | Einzelsprachliche Reflexe |
| Funktion  | Suffix | Semitisch                 | Kuschitisch               | Berberisch                | Ägyptisch (?)             | Omotisch (?)              |
| --------- | ------ | ------------------------- | ------------------------- | ------------------------- | ------------------------- | ------------------------- |
| Absolutiv | *-a    | *-a (Akkusativ)           | *-a                       | *ā-                       | *-a                       |                           |
| Nominativ | *-u    | *-u                       | *-i / *-u                 | *wā-                      | -w                        | *-u                       |
| Genitiv   | *-i    | *-i                       | *-i                       |                           | *-i                       | *-i                       |

Die Reflexe des rekonstruierten Absolutivs fungieren in allen Sprachen als Objekt transitiver Verben und im Berberischen und Kuschitischen auch als Zitierform und extrahiertes Topik; von letzterem Gebrauch gibt es auch mögliche Reste im Semitischen. Das Subjekt wird mit Reflexen des Nominativsuffixes markiert; die Protosprache wird daher meist als Akkusativsprache angesehen. Da der Absolutiv der unmarkierte Kasus gewesen sein soll, vermuten einige Wissenschaftler, dass das Proto-Afroasiatische in einer früheren Stufe eine Ergativsprache gewesen sein könnte, in welcher das Nominativsaffix -u auf die Subjekte transitiver Verben begrenzt gewesen sein soll.
Alle Zweige des Afroasiatischen kennen die Numeri Singular und Plural, im Semitischen und Ägyptischen kommt ein Dual hinzu, für den sich ein Suffix *-y rekonstruieren lässt. Die Pluralbildung erfolgt allgemein, mit Ausnahme des Ägyptischen, in dem sich ein Suffix -w durchgesetzt hatte, auf vielfältige Art und Weise. Aufgrund ihrer großen Verbreitung können die Pluralsuffixe -n, -w und die Pluralbildung durch Veränderung der Vokalstruktur (besonders nach dem Muster CVCaC u. ä.), Gemination und Reduplikationen als proto-afroasiatische Merkmale angesehen werden:
- Mit -w:
  - Ägyptisch nbw.w „Herren“ zu nbw „Herr“
  - Berberisch: Tuareg măss-aw „Herren“ zu məssi „Herr“, măssawăte „Herrinnen“ zu măssa „Herrin“
  - Kuschitisch: Afar lubak-wa „Löwen“ zu lubak „Löwe“
  - Semitisch: akkadisch šarrū (< *šarruw)[16] „Könige“ zu šarru- „König“
  - Tschadisch: Hausa itaat-uuwà „Bäume“ zu itààc-èè „Baum“[17]

- Mit -a-:
  - Berberisch: ijḍaḍ „Vögel“ zu ajiḍiḍ „Vogel“
  - Kuschitisch: Beja bak „Ziegen“ zu book „Ziege“
  - Semitisch: Arabisch kilāb „Hunde“ zu kalb „Hund“
  - Tschadisch: Ngizim gàmsàk „Männer“ zu gə̀msə̀k „Mann“

Über die ganze Sprachfamilie verbreitet sind außerdem einige Präfixe zur denominalen und deverbalen Nominalbildung, beispielsweise *m-, das zur Bildung deverbaler Substantive dient:
- Lokal:
  - Ägyptisch *mĕ́sḏ˘r „Ohr“ zu sḏr „schlafen“.
  - Berberisch: Tuareg emăsăww „Quelle“  zu əsəw „trinken“
  - Semitisch: Äthiopisch makwannān „Gerichtshalle“ zu kwannana „herrschen, richten“
  - Tschadisch: Bade màkfān „Eingang“ zu ə̀kfu „hereingehen“

- Instrumental:
  - Ägyptisch *mắ3q.t „Leiter“ zu j3q „hinaufsteigen“.
  - Semitisch: Akkadisch našpartum „Brief“ zu šapāru „senden“
  - Tschadisch: Bade marbə̀cən „Schlüssel“ zu ə̀rbə̀cu „öffnen“

- Agensnominalisierung:
  - Ägyptisch mḏ3jw „Widersacher“ zu ḏ3j „kreuzen, sich widersetzen“
  - Berberisch: Tuareg amidi „Freund“ zu idaw „begleiten“
  - Semitisch: Äthiopisch makwannən „Herrscher, Richter“ zu kwannana „herrschen, richten“
  - Tschadisch: Bade màsūyān „Fischer“ zu sūy „fischen“

Ein Suffix *-y zur Bildung von denominalen Adjektiven, das oft mit der Genitivendung *-i in Verbindung gebracht wird, ist im Ägyptischen und Semitischen vorhanden:
- Ägyptisch jmn.t.j „westlich“ zu jmn.t „Westen“
- Semitisch: Arabisch taʔrīḫ-iyy-un „historisch“ zu taʔrīḫ-un „Geschichte“

Ähnliche Suffixe zur Bildung von Adjektiven finden sich auch im kuschitischen Bedscha.

### Pronomina
Die Morphologie der Personalpronomina ist innerhalb des Afroasiatischen relativ konsistent. Den Kern bildete die folgende, in allen Zweigen erhaltene Reihe (Tabelle im Wesentlichen nach Hayward 2000; die angegebenen Pronomina sind oft in mehreren einzelsprachlichen Reihen verteilt. Die Dualformen im Ägyptischen und Semitischen bleiben hier unberücksichtigt.):
| Person   | Person | Proto-Afroasiatisch | Ägyptisch               | Proto-Semitisch                        | Berberisch: Tuareg | Proto-Kuschitisch     | Tschadisch: Hausa | Omotisch: Dizi |
| -------- | ------ | ------------------- | ----------------------- | -------------------------------------- | ------------------ | --------------------- | ----------------- | -------------- |
| Singular | 1.     | *i, *yi             | -j, wj                  | *-ī, *-yaʾ (Genitiv), *-nī (Akkusativ) | -i                 | *yV                   | ni, wa            | yin            |
| Singular | 2. m.  | *ku, *ka            | -k                      | *-ka                                   | -k                 | *ku                   | ka                |                |
| Singular | 2. f.  | *ki                 | *-k > -ṯ, *km > ṯm > ṯn | *-ki                                   | -m                 | *ki                   | ki, kin           |                |
| Singular | 3. m.  | *si, *isi           | -sw                     | *-šu                                   | -s                 | *-su / *-sa           | shi               | iz-n           |
| Singular | 3. f.  | *si, *isi           | -s(j)                   | *-ši                                   | -s                 | *-sii                 | ta                | iž-n           |
| Plural   | 1.     | *(ʔ)ǎnn-/(ʔ)ǐnn-    | -n                      | *-nV                                   | -năɣ               | *nV                   | mu, mun           | in             |
| Plural   | 2. m.  | *kuuna              | *-kn > -ṯn              | *-kumu                                 | -wăn               | *kun(V) / *kin(V)     | ku, kun           |                |
| Plural   | 2. f.  | *kuuna              | *-kn > -ṯn              | *-kina                                 | -kmăt              | *kun(V) / *kin(V)     | ku, kun           |                |
| Plural   | 3. m.  | *su, *usu           | -sn                     | *-šumu                                 | -săn               | *ʔisun(V) / *ʔisin(V) | su, sun           | íš-n           |
| Plural   | 3. f.  | *su, *usu           | -sn                     | *-šina                                 | -snăt              | *ʔisun(V) / *ʔisin(V) | su, sun           | íš-n           |

In allen Primärzweigen außer dem Omotischen treten diese Pronomina als klitische Objekts- und Possessivpronomina auf:
- Objektspronomina
  - Ägyptisch h3b=f wj „er schickte mich“
  - Berberisch: Tuareg i-nn asnăt „er sagte ihnen“
  - Kuschitisch: Bedscha irhán-hokna „ich sah euch“
  - Semitisch: Arabisch taraa-hu „du siehst ihn“
  - Tschadisch: Bole íshí ɗòppée-nò „dass er mir folge“
- Possessivpronomina
  - Ägyptisch pr=f'  „sein Haus“
  - Berberisch: Kabylisch aḫḫam-is „sein Haus“
  - Kuschitisch: Bedscha tóː-kʷaː-tóː-k „deine Schwester“
  - Semitisch: Arabisch baytu-kunna „euer (feminin) Haus“
  - Tschadisch: Bole mòrɗó-kò „deine (m.) Hirse“

Einzelsprachlich haben formal verwandte Pronomina auch eine Reihe anderer Funktionen, so haben viele Sprachen formal ähnliche Subjektspronomina. Auch die Intransitive Copy Pronouns einiger tschadischer Sprachen sind formal ähnlich.
Daneben lässt sich wohl eine zweite Reihe rekonstruieren, deren Mitglieder frei stehen konnten und die oft aus einem Element ʔan- und einem auch für die Verbalkonjugation benutzten Suffix zusammengesetzt sind. Ehret 1995 rekonstruiert nur Formen für den Singular; in vielen Sprachen gibt es auch analog gebildete Pluralformen.
| Person   | Person | Proto-Afroasiatisch | Ägyptisch | Proto-Semitisch | Berberisch: Tuareg | Proto-Kuschitisch | Proto-Tschadisch | Omotisch   |
| -------- | ------ | ------------------- | --------- | --------------- | ------------------ | ----------------- | ---------------- | ---------- |
| Singular | 1.     | *(ʔ)ân-/(ʔ)în-      | jnk       | *ʔn             | năkk               | *ʔâni             | *nV              | *in (Maji) |
| Singular | 2.     | *(ʔ)ânt/(ʔ)înt-     |           | *ʔnt            |                    | *ʔânt-            |                  | *int-      |

Ägyptisch und Semitisch haben weitere freie Pronomina, die aus den gebundenen Pronomina und -t zusammengesetzt sind, wie ägyptisch kwt > ṯwt „du (mask.)“, akkadisch kâti „dich (mask.)“.
Die Demonstrativpronomina werden in vielen afroasiatischen Sprachen aus kleinen Elementen zusammengesetzt, besonders genusanzeigenden Elementen *n-, *k- (Maskulinum), *t- (Femininum), die mit weiteren kleinen Elementen kombiniert werden:
- Somali (Kuschitisch) kan (m.), tan (f.), kuwan (pl.) „dieser, -e, -e“.
- Altägyptisch pn (m.), tn (f.), jpn (pl. m.), jptn (pl. f.), nn (neutrisch) „dieser, -e, -e“.
- Miya (Westtschadisch) náka (m.), táka (f.), níyka (pl.) „jener, -e, -e“.

### Verbalmorphologie

#### Konjugation
In der Verbalmorphologie zeigen sich zwischen den Primärzweigen ähnliche Unterschiede wie sie schon bei der Substantivdeklination erkennbar wurden: Semitisch, Kuschitisch und Berberisch besitzen die Präfixkonjugation, die durch Ablaut mehrere Aspektstämme unterscheidet (siehe unten) und Kongruenz mit dem Subjekt über Prä- und Suffixe markiert. Die folgende Tabelle illustriert das System der Personalaffixe der Präfixkonjugation:
|              | Semitisch: Akkadisch | Kuschitisch: Bedscha | Berberisch: Tamazight |
| ------------ | -------------------- | -------------------- | --------------------- |
| 1. P. Sg.    | a-prus               | ʔa-dbíl              | dawa-ɣ                |
| 2. P. Sg. m. | ta-prus              | ti-dbil-à            | t-dawa-d              |
| 2. P. Sg. f. | ta-prus-ī            | ti-dbil-ì            | t-dawa-d              |
| 3. P. Sg. m. | i-prus               | ʔi-dbíl              | i-dawa                |
| 3. P. Sg. f. | ta-prus              | ti-dbíl              | t-dawa                |
| 1. P. Pl.    | ni-prus              | ni-dbíl              | n-dawa                |
| 2. P. Pl. m. | ta-prus-ā            | ti-dbil-nà           | t-dawa-m              |
| 2. P. Pl. f. | ta-prus-ā            | ti-dbil-nà           | t-dawa-nt             |
| 3. P.Pl. m.  | i-prus-ū             | ʔi-dbil-nà           | dawa-n                |
| 3. P.Pl. f.  | i-prus-ā             | ʔi-dbil-nà           | dawa-nt               |

Im Ägyptischen haben sich keine Spuren der Präfixkonjugation erhalten, stattdessen findet sich hier schon seit den frühesten Texten die (ägyptische) Suffixkonjugation, die keine Personalkonjugation kannte, aber das pronominale Subjekt durch suffigierte Personalpronomina ausdrückte: sḏm=f „er hört“, sḏm.n nṯr „der Gott hörte“. Die Evolution dieser Art der Konjugation ist umstritten, in Frage kommen hauptsächlich Verbalnomina und Partizipien.
Das Tschadische besitzt zwar eine Konjugation durch meist präverbale Morpheme, doch ist diese genetisch mit der Präfixkonjugation nicht verwandt, vielmehr stellen die Personapräfixe des Tschadischen modifizierte Formen der Personalpronomina dar. Beispiel: Hausa kaa tàfi „du gingst“. Im Omotischen erfolgt die Konjugation auf verschiedene Weise durch pronominale Elemente; das Verbalsystem des Proto-Omotischen ist höchstens in Ansätzen rekonstruierbar.
Neben der Präfixkonjugation besaß das Proto-Afroasiatische noch eine zweite Konjugationsmethode, in der die Kongruenz mit dem Subjekt ausschließlich durch Suffixe hergestellt wurde. Diese Art der Konjugation hat sich im Semitischen, Ägyptischen und Berberischen erhalten, sie verlieh dem Verb – im Akkadischen auch Substantiven und Adjektiven – offenbar eine stativische Bedeutung. Nach der Meinung einiger Wissenschaftler ist auch die Suffixkonjugation des Kuschitischen genetisch verwandt, bei ihr kann es sich aber auch, wie heute mehrheitlich angenommen wird, um eine sekundäre Bildung aus Verbalstamm plus präfixkonjugiertem Hilfsverb handeln. (Die altägyptischen und akkadischen Dualformen bleiben hier unberücksichtigt. Paradigmawörter: ägyptisch nfr „gut“, kabylisch məqqər- „groß sein“, akkadisch zikarum „Mann“):
|              | Altägyptisch | Semitisch: Akkadisch | Berberisch: Kabylisch |
| ------------ | ------------ | -------------------- | --------------------- |
| 1. P. Sg.    | nfr.kw       | zikar-āku            | məqqr-əɣ              |
| 2. P. Sg. m. | nfr.tj       | zikar-āta            | məqqr-əḍ              |
| 2. P. Sg. f. | nfr.tj       | zikar-āti            | məqqr-əḍ              |
| 3. P. Sg. m. | nfr.j        | zikar                | məqqər                |
| 3. P. Sg. f. | nfr.tj       | zikar-at             | məqqr-ət              |
| 1. P. Pl.    | nfr.wjn      | zikar-ānu            | məqqr-it              |
| 2. P. Pl. m. | nfr.twnj     | zikar-ātunu          | məqqr-it              |
| 2. P. Pl. f. | nfr.twnj     | zikar-ātina          | məqqr-it              |
| 3. P. Pl. m. | nfr.wj       | zikar-ū              | məqqr-it              |
| 3. P. Pl. f. | nfr.tj       | zikar-ā              | məqqr-it              |

#### Aspektstämme
Aspektstämme werden in vielen afroasiatischen Sprachen, vor allem solchen mit Reflexen der Präfixkonjugation, durch Ablaut gebildet. Meist wird davon ausgegangen, dass die Protosprache bereits mindestens zwei Aspektstämme gekannt hat: ein imperfektiver und ein perfektiver Stamm. Während der Vokal des perfektiven Stamms wohl lexikalisch festgelegt war, werden dem imperfektiven Stamm Ablaut nach a und/oder Gemination des vorletzten Stammkonsonantes als typische Bildungsmerkmale zugeordnet. Belege für diese Bildungsweisen finden sich in allen Hauptzweigen außer dem Ägyptischen und Omotischen, wenngleich deren Deutung als Reste eines ursprachlichen Imperfektstammes im Tschadischen angezweifelt wird:
- Berberisch: Tuareg: -ə̀knəs- (Aorist) – -kánnæs- (Intensiv)[24]
- Kuschitisch: Afar: -erd- (Perfekt) – -ard- (Imperfekt)
- Semitisch: Akkadisch -kbit- (Perfekt) – -kabbit- (Imperfekt)
- Tschadisch: Ron: mot – mwáat (Habitativ).

Einige Wissenschaftler halten auch einen intransitiven oder stativen Stamm mit -a-, dessen Reflexe sich im Berberischen, Semitischen und Kuschitischen finden sollen, für rekonstruierbar. Das Bedscha (Nordkuschitisch) und die Berbersprachen besitzen in der Präfixkonjugation auch negative Verbalstämme, deren Bezug zum protosprachlichen System aber kaum erforscht ist. Der Verbalstamm, der in der Suffixkonjugation angewendet wird, hat im Semitischen und Ägyptischen bei dreikonsonantigen primären Verben die Form CaCVC-, im (Proto-)Berberischen dagegen meist *Cv̆Cv̄C. Über die Protosprache lassen sich daher keine näheren Aussagen machen. Je nach der Verteilung und Quantität der Vokale in der Präfixkonjugation lassen sich die Verben in verschiedene Klassen einteilen, die sich in ähnlicher Form auch im Ägyptischen finden und die teilweise auf die Protosprache zurückgehen können.
In fast allen afroasiatischen Sprachen werden auch Affixe und Infixe zur Bildung von Verbalstämmen angewendet, die aspektuelle, temporale und modale Unterscheidungen und in einigen tschadischen und omotischen Sprachen auch Fragesätze markieren. Bislang konnten allerdings keine derartigen Affixe für das Proto-Afroasiatische rekonstruiert werden.

#### Verbalbildung
Allen Hauptzweigen des Afroasiatischen ist ein hauptsächlich aus Affixen bestehendes System zur deverbalen Verbalbildung gemeinsam. Sehr weit verbreitet ist ein Affix *-s-, das zur Bildung kausativer, faktitiver und transitiver Verben dient:
- Ägyptisch s-mn „festsetzen“ zu mn „bleiben“
- Berberisch: Kabylisch ss-irəd „waschen“ zu irid „gewaschen werden“
- Kuschitisch: Oromo dammaq-s „aufwecken“ zu dammaq „aufwachen“
- Omotisch: Aari: lanq-s- „müde machen“ zu lanq- „müde sein“.
- Semitisch: Ugaritisch šlḥm „füttern“ zu lḥm „essen“
- Tschadisch: Hausa karànta-s / karànta-r „lehren“ zu karàntaa „lernen“

Weitere weit verbreitete Affixe sind *-t- und *-m-, die Reflexivität, Reziprozität, Passivität, Intransitivität und das Medium ausdrücken:
- Berberisch: Kabylisch m-ẓər „sich (gegenseitig) sehen“ zu ẓər „sehen“
- Kuschitisch: Afar -m-ḥukum- „gerichtet werden“ zu -ḥkum „richten“
- Omotisch: Gamo bakˀ-ett-ees „geschlagen werden“ zu bakˀkˀ-ees „schlagen“
- Semitisch: Akkadisch mitḫurum „einander gegenüberstehen“ zu maḫarum „gegenüberstehen“
- Tschadisch: Bade jədù „nehmen“ zu ju „gehen“

Reduplikation dient in vielen Sprachen zum Ausdruck verbaler Intensität oder Pluralität:
- Ägyptisch: wnwn „umhergehen“ zu wnj „eilen“
- Kuschitisch: Oromo duddubbaddh „wieder und wieder sprechen“ zu dubbaddh „sprechen“.
- Omotisch: Aari míksmiks-da „er bettelt“ zu miks- „betteln“
- Tschadisch: Hausa sàssayàà „wieder und wieder kaufen“ zu sàyaa „kaufen“

## Syntax
Einige Merkmale der Syntax sind innerhalb des Afroasiatischen besonders weit verbreitet. Ob es sich hierbei auch um Merkmale der Protosprache handeln könnte, wurde bisher nicht umfassend untersucht. In den meisten Sprachen folgen Objekte dem Verb, pronominale Objekte stehen dabei oft vor nominalen Objekten. Sind beide Objekte pronominal, folgt das direkte dem Indirekten; indirekte nominale Objekte folgen jedoch direkten. Diese drei Regeln sind im älteren Ägyptisch, vielen semitischen Sprachen, dem Tschadischen und Berberischen nahezu universell gültig:
| aṭrud                   | akku | šu  |
| ich schickte            | dir  | ihn |
| „Ich schickte ihn dir.“ |      |     |

| rḏj.n=j                               | n=k | jr.t Ḥr.w |
| hiermit gebe ich                      | dir | Horusauge |
| „Hiermit gebe ich dir das Horusauge.“ |     |           |

| Bamoi                                                    | kàppū    | mòrɗo | ḿ   | bō-nì        | gà  | jàɗà  |
| Bamoi                                                    | pflanzte | Hirse | für | Vater – sein | mit | Hacke |
| „Bamoi pflanzte für seinen Vater Hirse mit einer Hacke.“ |          |       |     |              |     |       |

## Wortschatz
Der für die Protosprache rekonstruierbare Wortschatz dürfte mehrere hundert Lexeme groß sein, seine Rekonstruktionen (Diakonoff u. a. 1993-7, Ehret 1995, Orel-Stolbova 1995) weichen jedoch, nicht zuletzt aufgrund der Unsicherheiten hinsichtlich der Rekonstruktion der Lautkorrespondenzen, stark voneinander ab. Nur für wenige Lexeme gibt es Belege in allen sechs Primärzweigen. Beispiele für mögliche Wortgleichungen gibt die folgende Tabelle.
Die Rekonstruktionen proto-afroasiatischer Wurzeln wurden Ehret 1995 entnommen (dort: ă=tiefer Ton; â=hoher Ton). Die einzelsprachlichen Reflexe sind verschiedenen Veröffentlichungen entnommen. Einzelne Reflexe erfordern gegensätzliche Lautentsprechungen, so fordert die Gleichung jdmj „roter Leinenstoff“ < Proto-Afroasiatisch *dîm-/*dâm- „Blut“ die Beziehung ägyptisch d < proto-afroasiatisch *d, während ägyptisch ˁ3j „groß sein“ als Reflex von *dăr- „größer werden/-machen“ die Beziehung ägyptisch ˁ < proto-afroasiatisch *d voraussetzt. Folglich kann nur eine dieser beiden Gleichungen richtig sein (sofern man keine komplexeren Regeln für *d rekonstruiert), in der Forschung werden beide Lautbeziehungen vertreten. Wo die Bedeutung des einzelsprachlichen Reflexes mit der rekonstruierten Wurzelbedeutung übereinstimmt, wurde diese nicht wiederholt.
| Proto-Afroasiatisch            | Semitisch                          | Semitisch                     | Ägyptisch                          | Tschadisch                               | Tschadisch   | Tschadisch    | Omotisch        | Omotisch       | Omotisch           | Berberisch | Berberisch                                       | Kuschitisch          | Kuschitisch        |
| ------------------------------ | ---------------------------------- | ----------------------------- | ---------------------------------- | ---------------------------------------- | ------------ | ------------- | --------------- | -------------- | ------------------ | ---------- | ------------------------------------------------ | -------------------- | ------------------ |
| Proto-Afroasiatisch            | Arabisch                           | Akkadisch                     | Ägyptisch                          | Hausa                                    | Ngizim       | Bole          | Dime            | Bench          | Mocha              | Tamazight  | Kabylisch                                        | Oromo                | Somali             |
| *k'os- „Knochen“               |                                    |                               | *qĕs                               | ƙàshii                                   |              |               | ḳus             |                |                    | ixṣṣ       | īɣəs                                             |                      |                    |
| *sŭm-, sĭm- „Name“             | ism                                | šumu                          | smj „berichten“                    | suunaa                                   |              | sun           |                 | sum            |                    |            | isəm                                             |                      |                    |
| *-pîr- „fliegen“               | farra „fliehen“                    | naparruru „auseinanderlaufen“ | p3 „auffliegen“, prj „hinausgehen“ | fìrá „in die Luft schwirren“ (vom Vogel) |              |               | farfaran        |                |                    | afru       | fərfər „flattern“; fel „weggehen, überschreiten“ | barara               | fuul- „aufsteigen“ |
| *dîm-, *dâm- „Blut“            | dam                                | dâmu                          | jdmj „(roter?) Leinenstoff“        | jinii                                    | dədəm        | dòm           |                 |                | 'damo              | idamn      | idamən                                           |                      |                    |
| *-dăr- „größer werden/-machen“ | darr „im Überfluss vorhanden sein“ |                               | ˁ3j „groß sein“                    |                                          |              |               |                 |                | dorg „fett, stark“ |            |                                                  | dheeraa „groß, hoch“ |                    |
| *-gâd-, *-gûd- „groß sein“     | ǧadd „bedeutend“                   |                               | ḏd3 „fett“                         |                                          |              | gòdoŋ „viel“  | gääd „groß“     |                |                    |            |                                                  | guddaa „viel, groß“  |                    |
| *nim-, nam- „Person“           | nummā „irgendjemand“               |                               |                                    |                                          | nə̀n „jemand“ |               |                 |                | naamo „Sohn“       |            |                                                  | nama                 | nin                |
| *-maaw- „sterben“              | māta                               | mâtu                          | mwt                                | mutù                                     | mə̀tu         | motu          |                 |                |                    | mmut       | əmmət                                            |                      |                    |
| *-ʔâr „wissen“                 | raʔā „sehen, erkennen“             |                               | *jī́r-Vt „Auge“, jr „sieh!“ (?)     |                                          |              |               |                 | er „wissen“    | arihä „wissen“     |            |                                                  |                      | il „Auge“          |
| *-lis'- „lecken“               | lisān „Zunge“                      | lišānu „Zunge“                | *lĕs „Zunge“                       | harshèè „Zunge“                          |              | lisìm „Zunge“ | lits'-          |                |                    |            | iləs „Zunge“                                     |                      |                    |
| *ma, mi „was?“                 | mā                                 | mannum „wer?“                 | m „wer?, was?“                     | mèè                                      |              |               |                 |                |                    |            |                                                  |                      |                    |
| *-m- „nass sein“               | māʾ „Wasser“                       | mû „Wasser“                   | *măw „Wasser“ (Plural)             |                                          | âm „Wasser“  | àmma „Wasser“ | màss- „waschen“ | mask „waschen“ | 'amiyo „regnen“    |            | aman „Wasser“                                    |                      |                    |